# Grúz kalligráfia
A grúz kalligráfia (grúz nyelven: ქართული კალიგრაფია kartuli kaligrapia) a grúzul írt kalligráfia, amely egyike a Grúzia művészeti ágaknak.

## Galéria

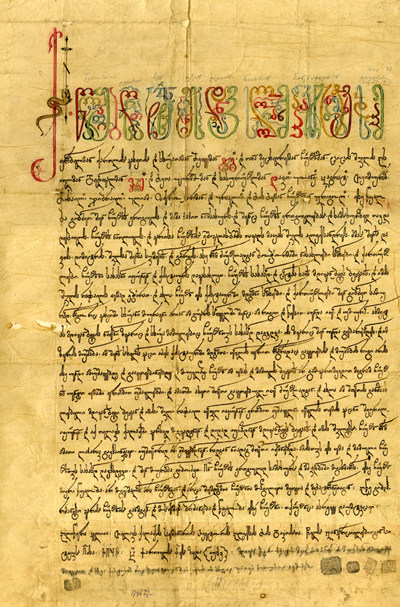
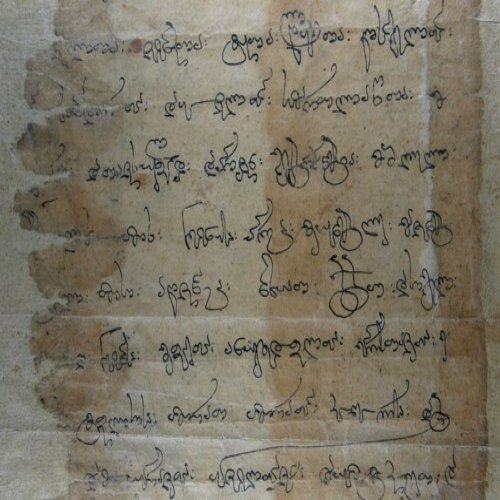
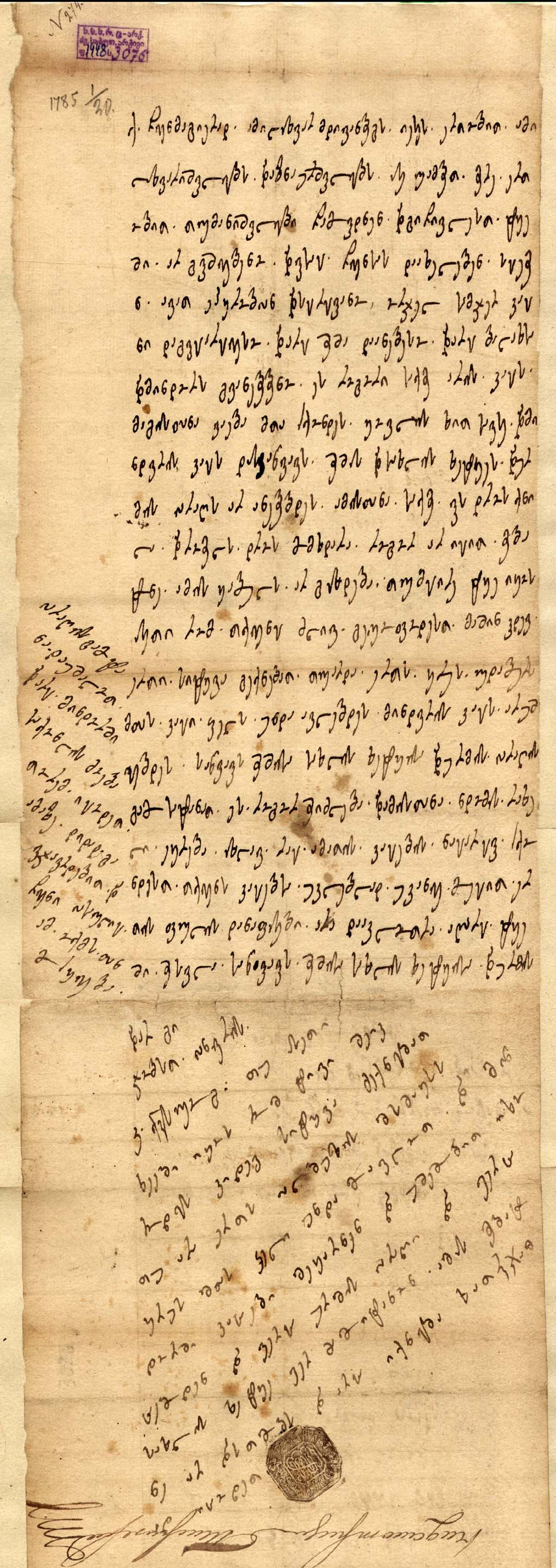
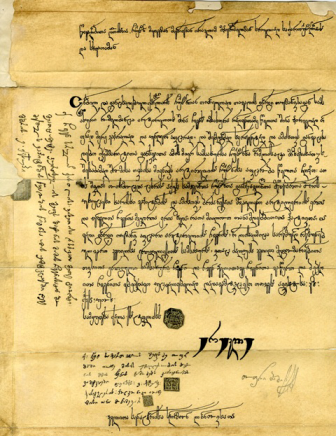
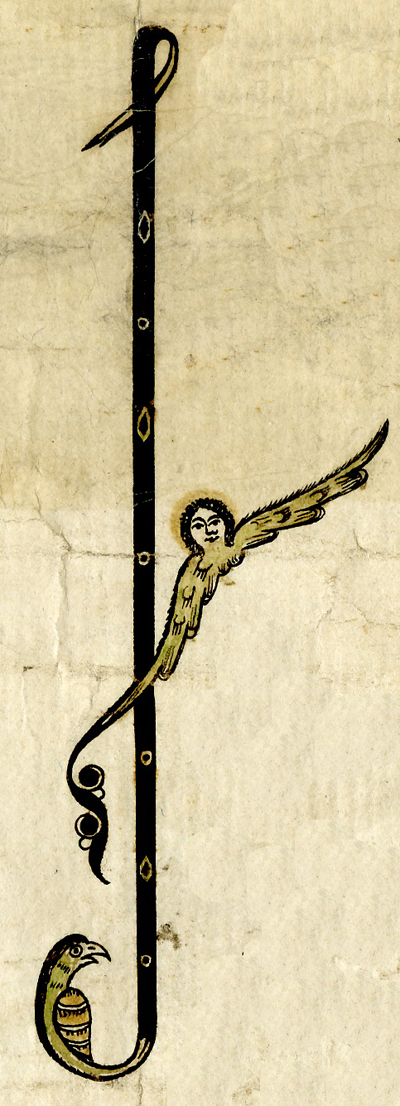
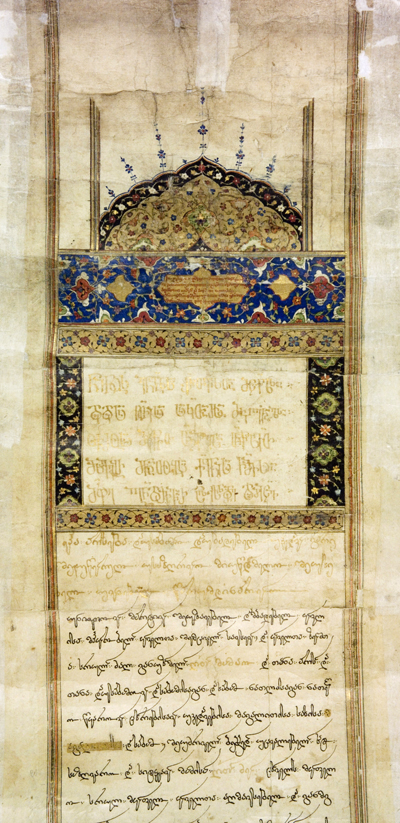
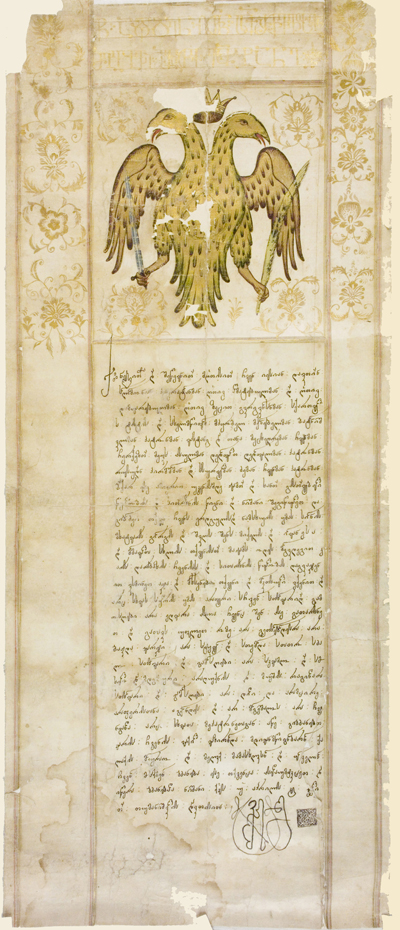
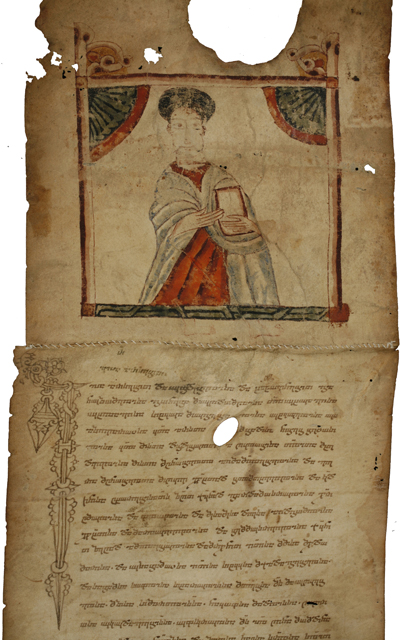
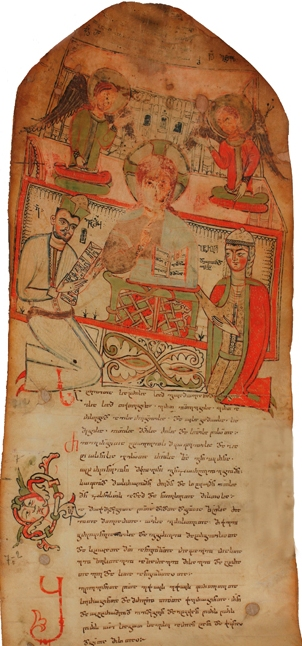
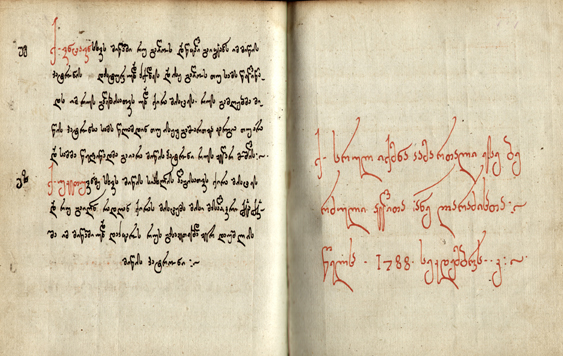
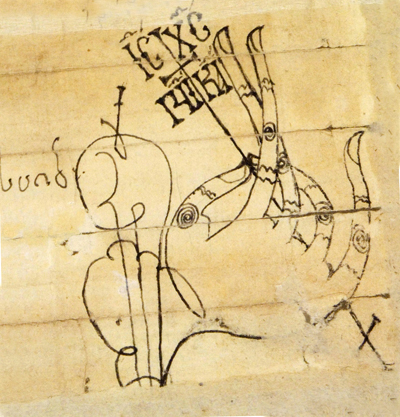
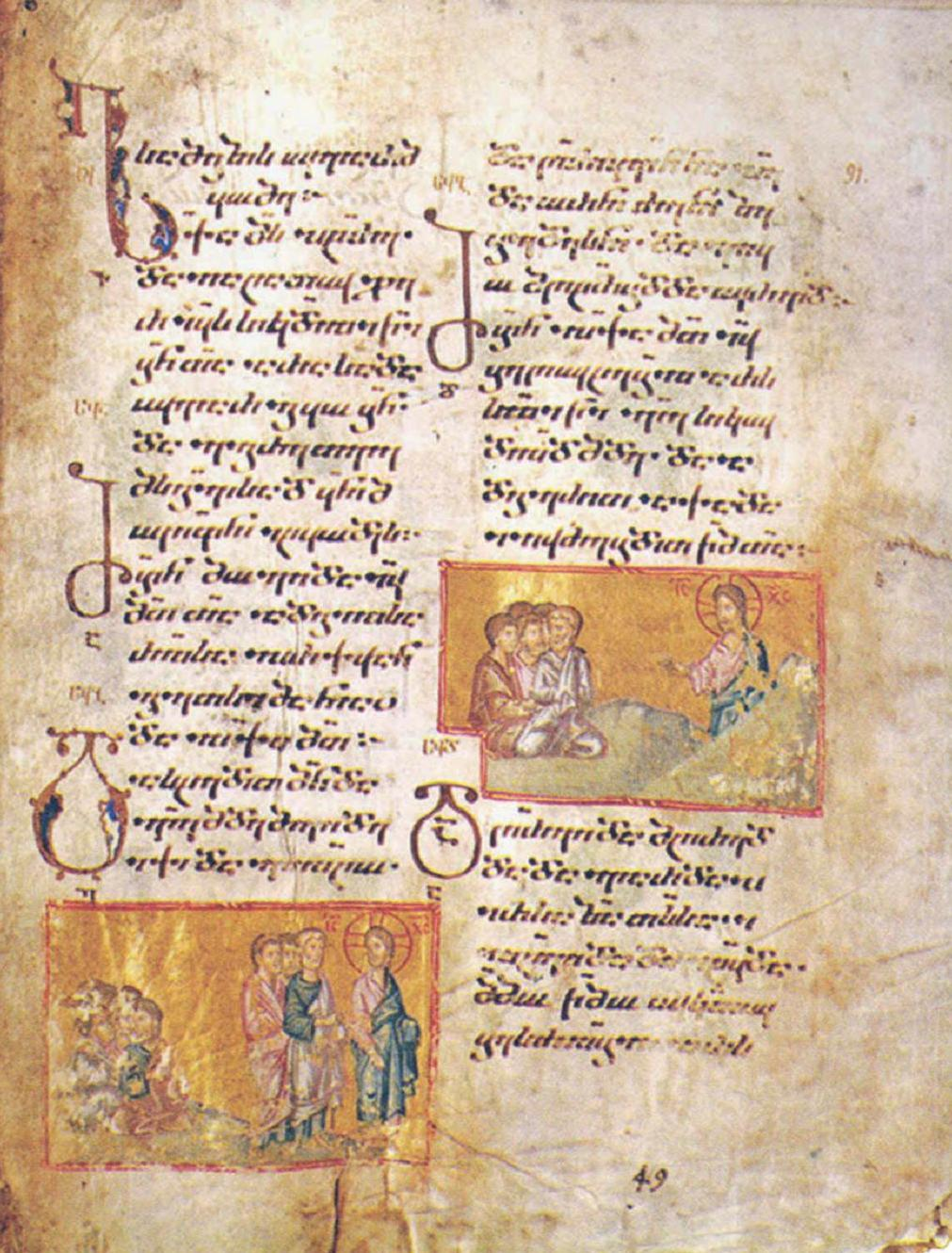
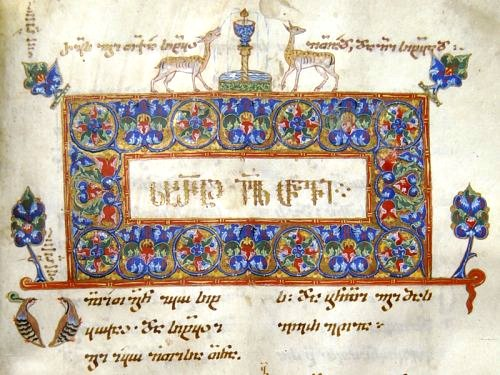
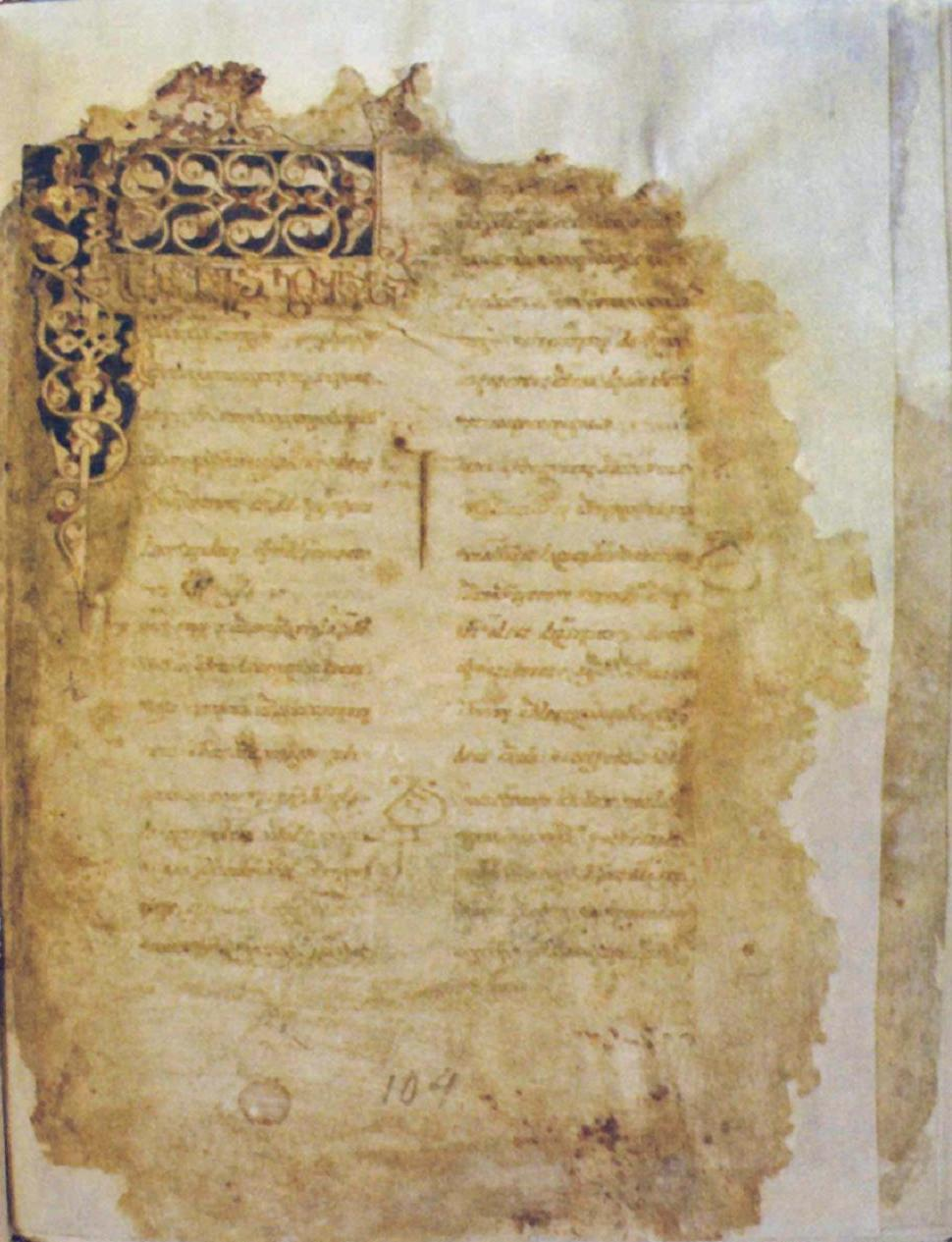
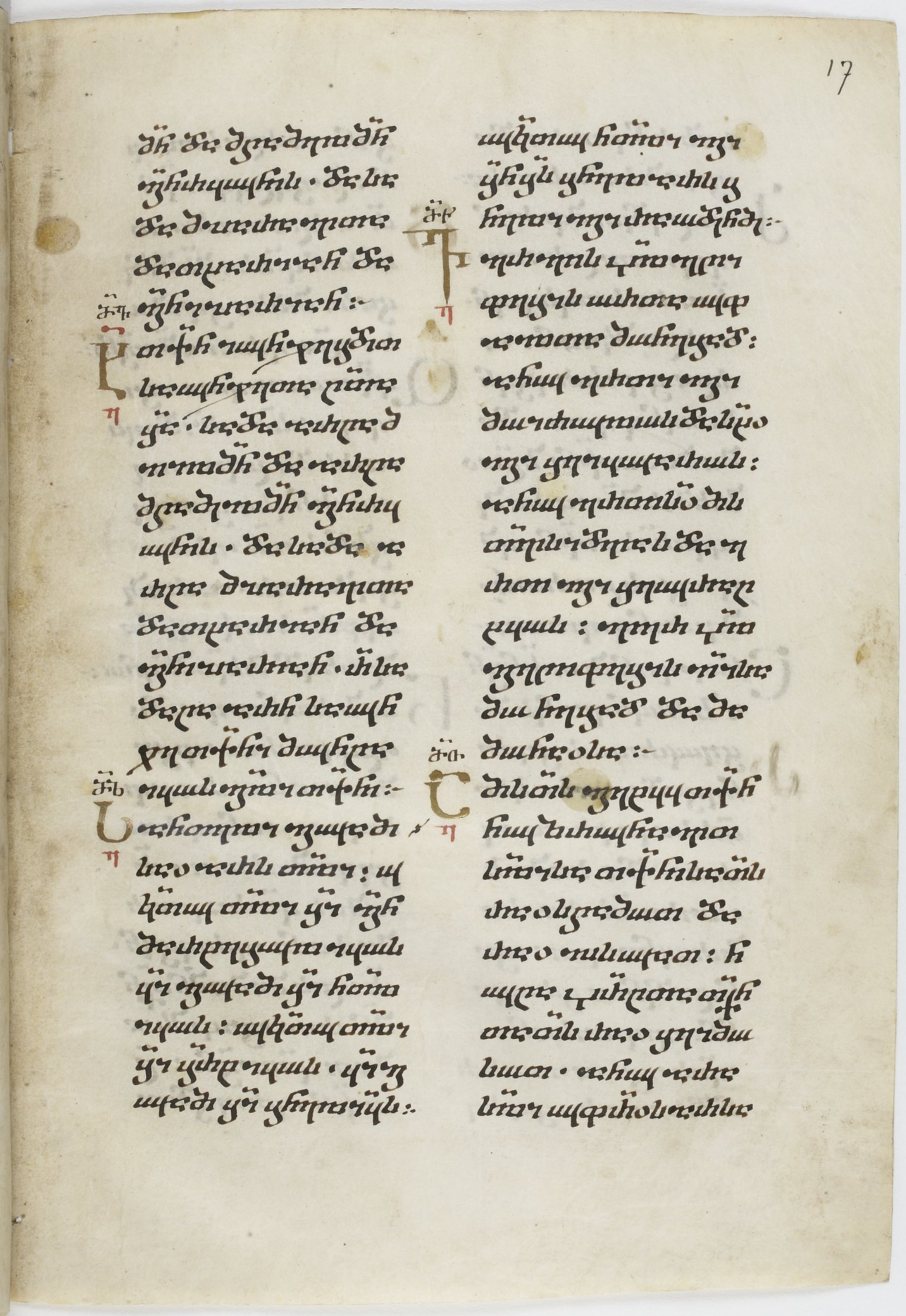
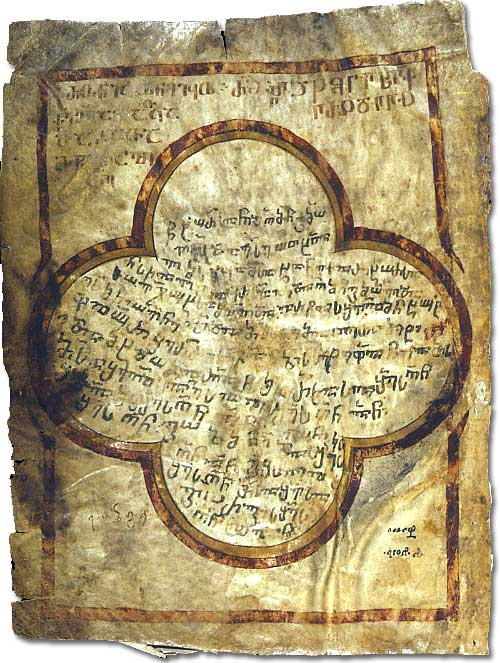
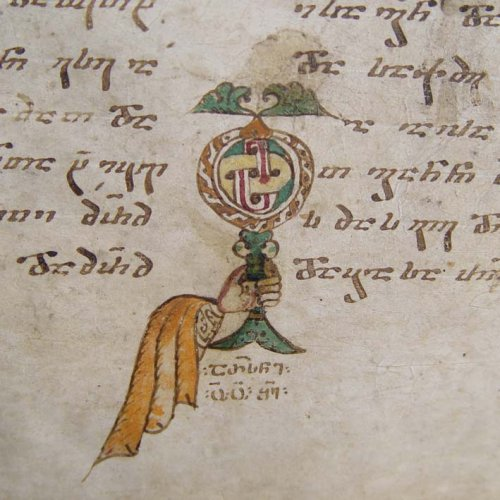
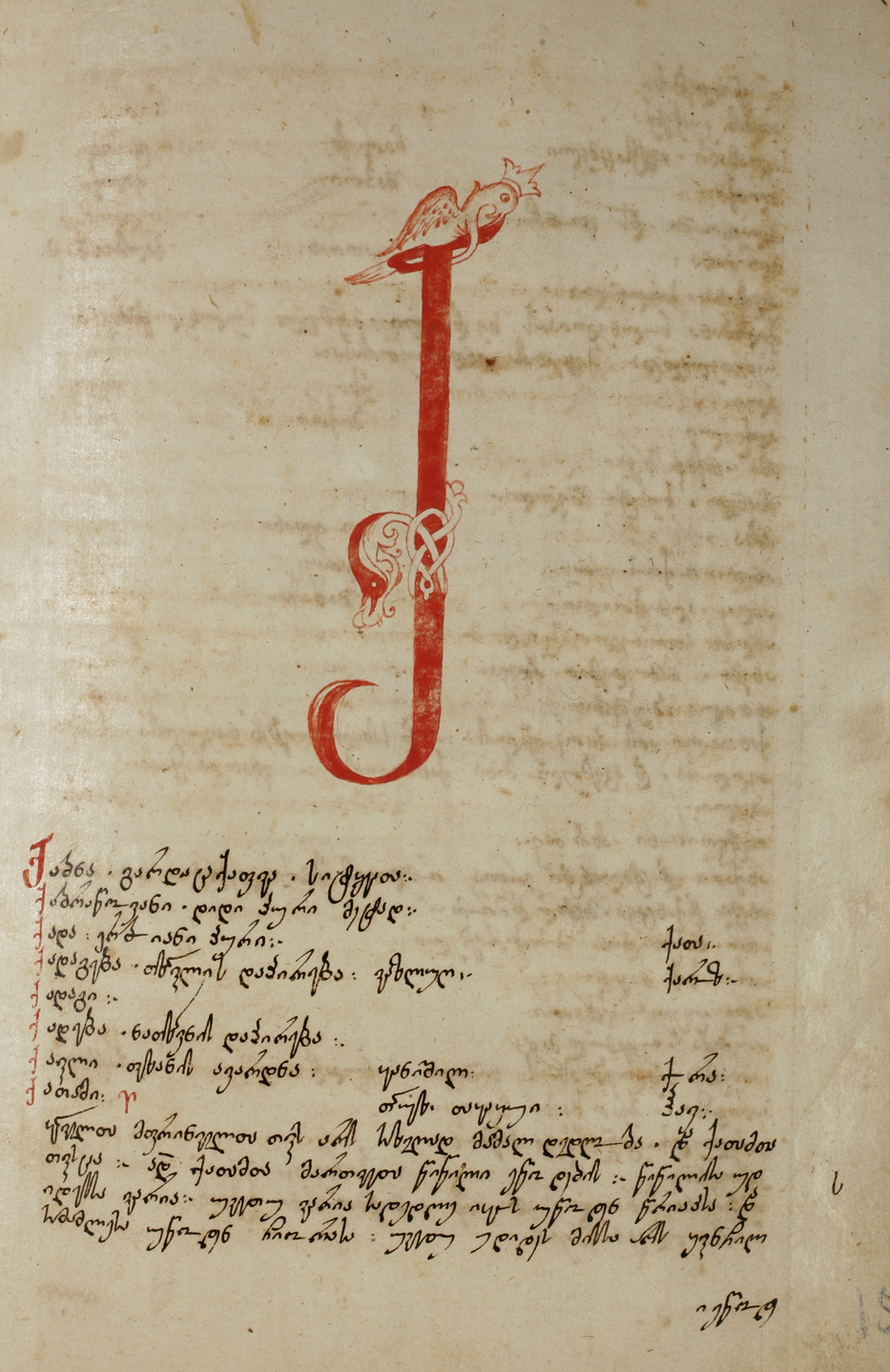
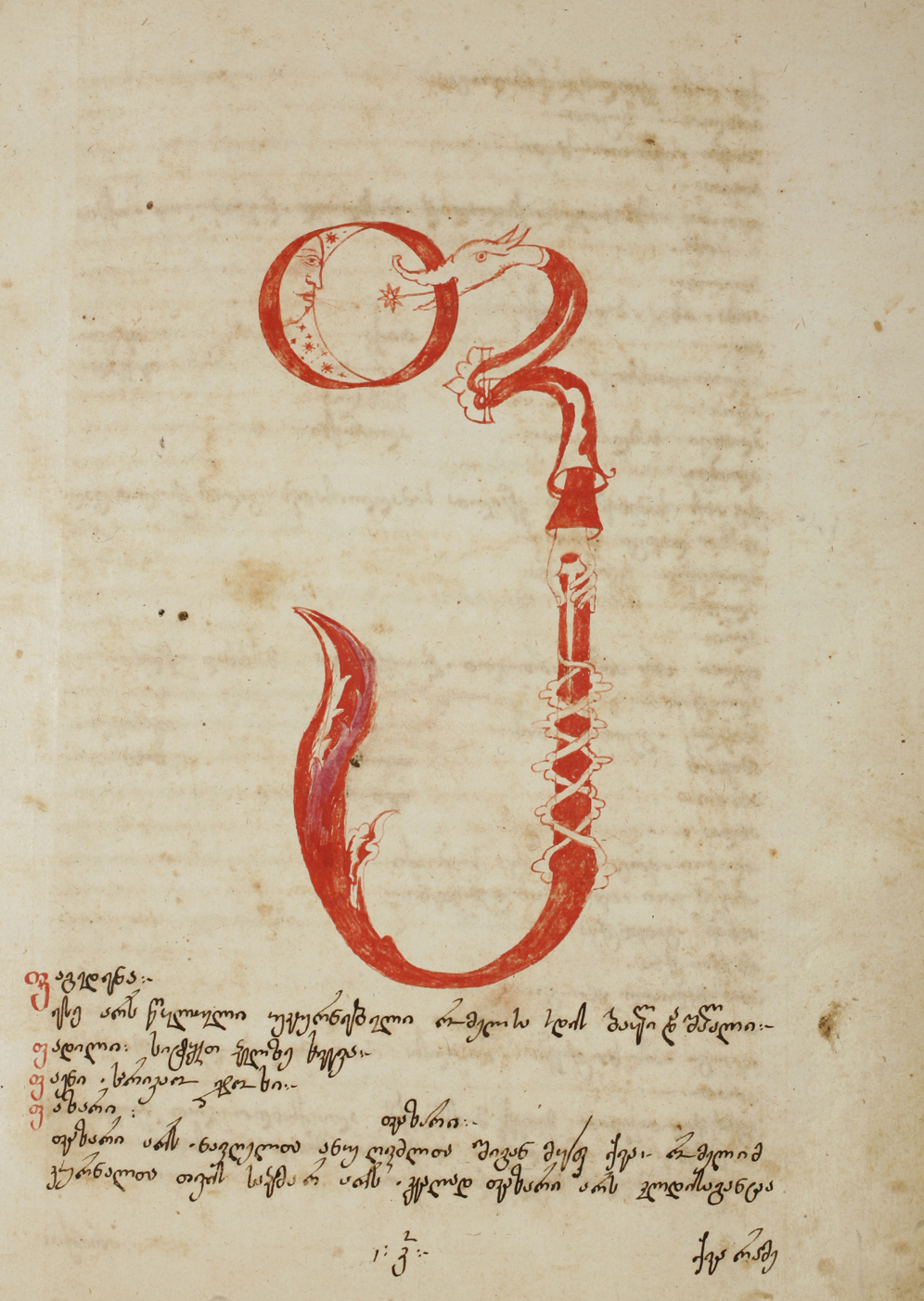
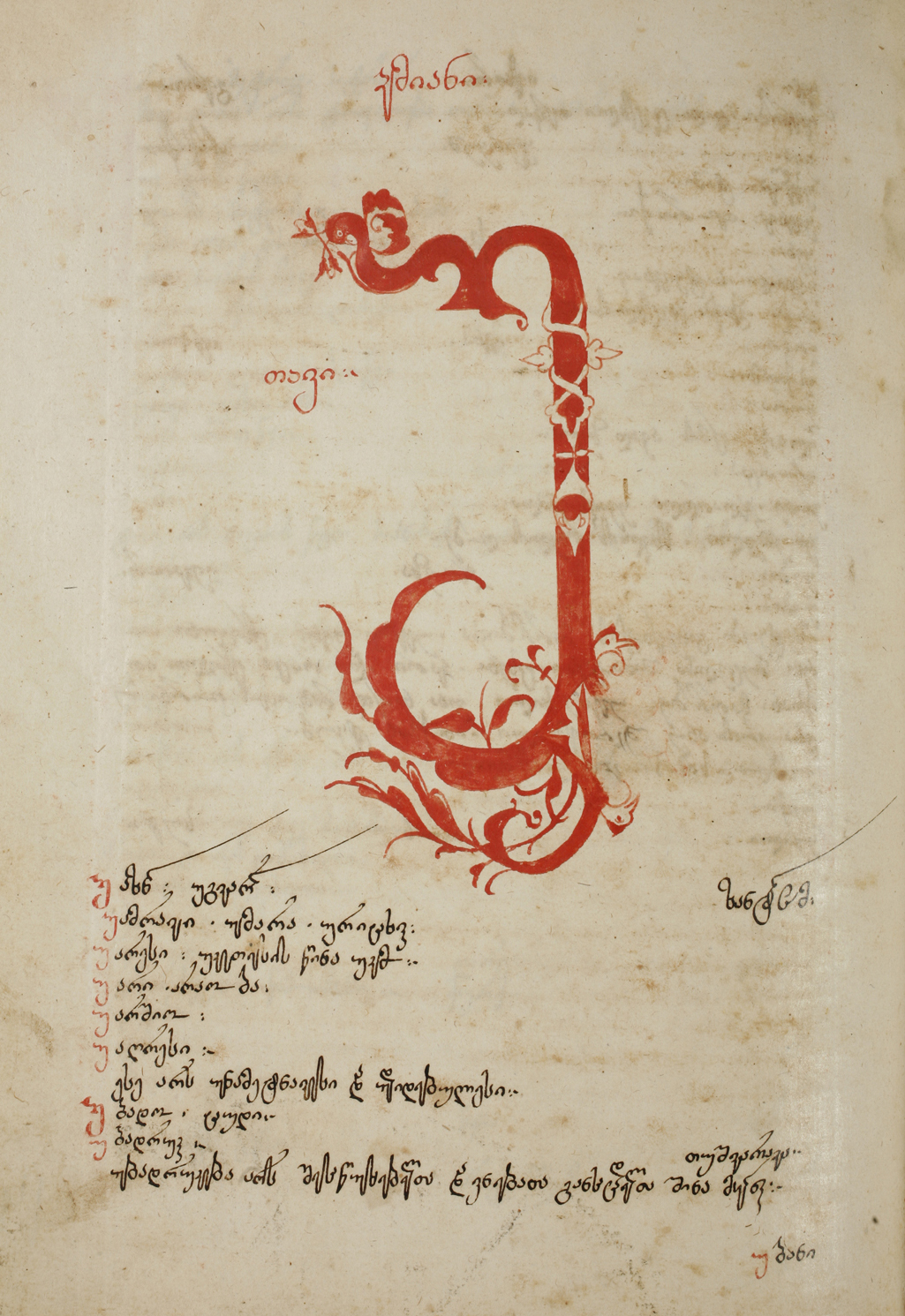
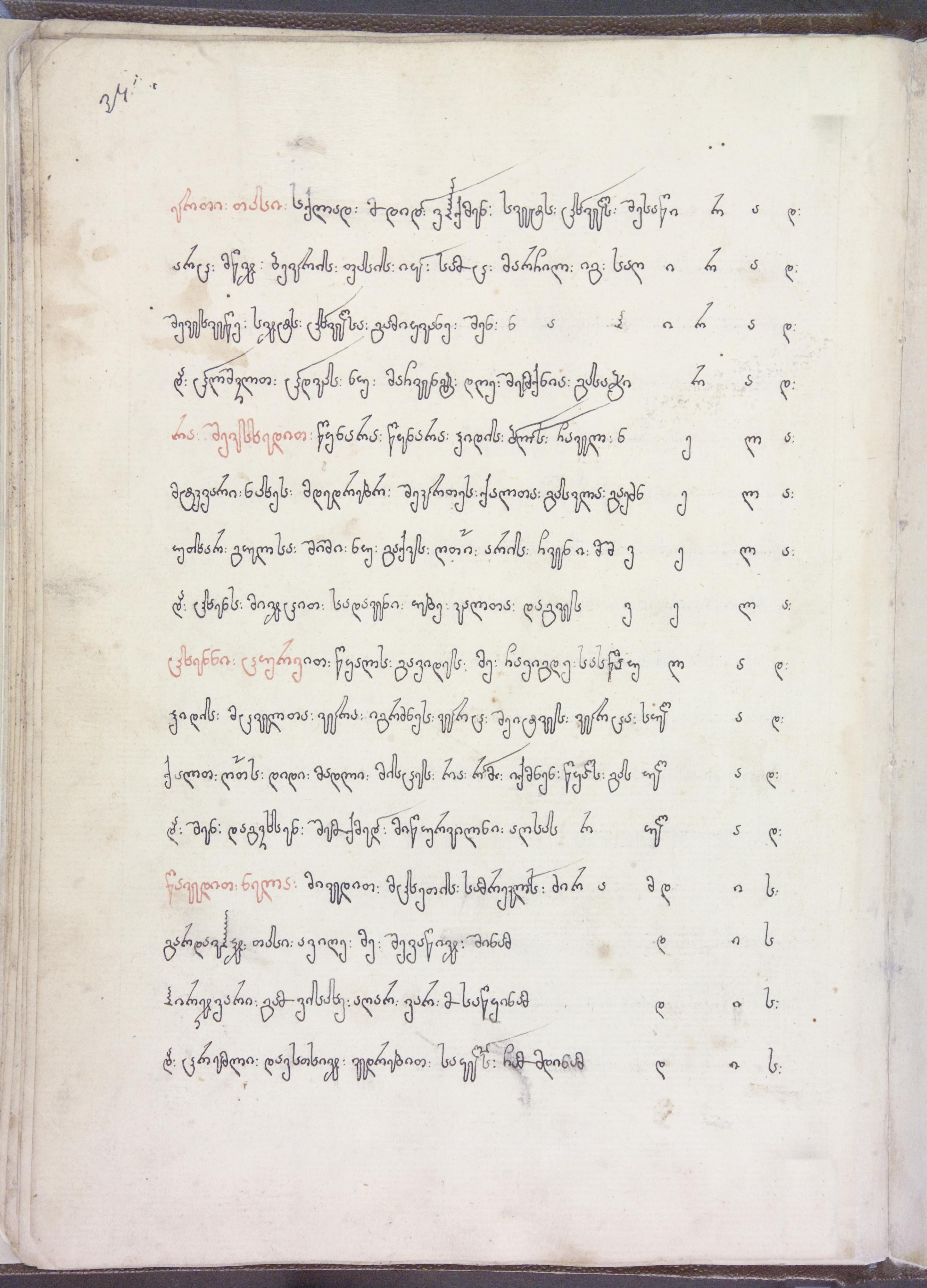
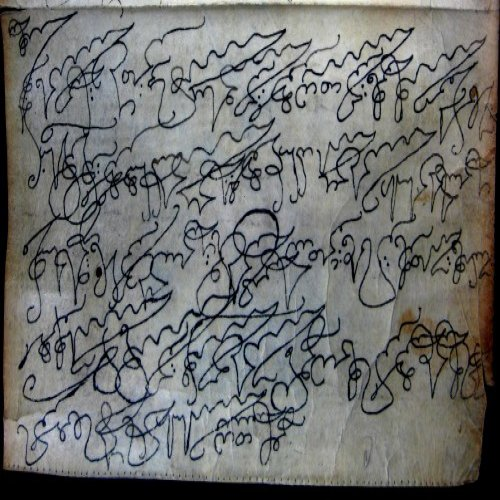
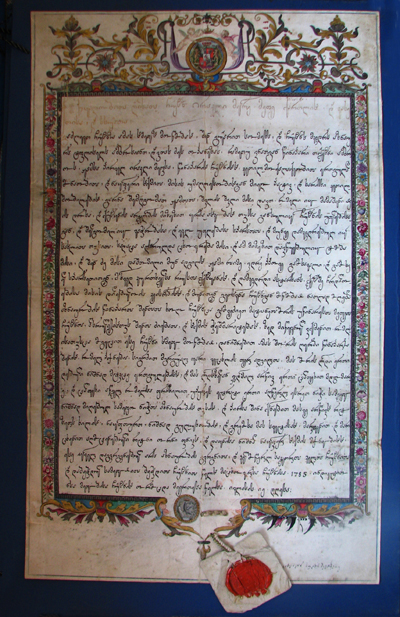
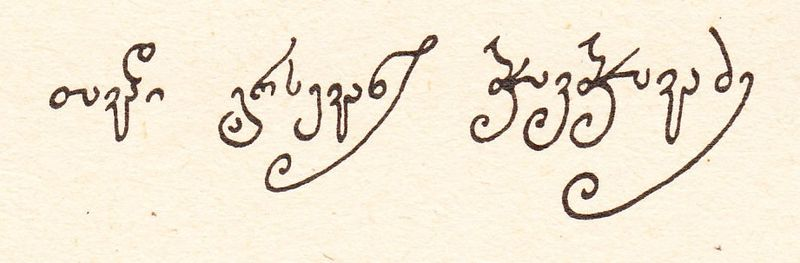

## Külső hivatkozások
- Georgian Calligraphy: About
- Kintsurashvili, Lasha About Georgian calligraphy